# Lưu Mục Chi
Lưu Mục Chi (刘穆之), tên tự là Đạo Hòa, tên lúc nhỏ là Đạo Dân , là kiều dân ở Kinh Khẩu , mưu sĩ thân cận của quyền thần Lưu Dụ cuối đời Đông Tấn trong lịch sử Trung Quốc.

## Thiếu thời
Mục Chi tự nhận là hậu duệ của Tề Điệu Huệ vương Lưu Phì nhà Hán, nguyên quán là huyện Cử, quận Đông Hoàn, tổ tiên chạy sang miền nam trong loạn Vĩnh Gia (311). Mục Chi từ nhỏ ham học, đọc khắp sách vở, được người Tế Dương là Giang Ngai biết tài; Ngai được làm Kiến vũ tướng quân, Lang Da nội sử, lấy ông làm Phủ chủ bộ.

## Tái lập trị an
Khi Lưu Dụ khởi binh phản kháng Hoàn Huyền (404), chiếm được Kinh Khẩu, muốn tìm người làm chủ bộ, nên hỏi Hà Vô Kỵ; Vô Kỵ tiến cử Mục Chi, Dụ lập tức triệu ông. Mục Chi mặc áo cũ nát đến gặp Dụ, Dụ hỏi: “Ta mới dấy đại nghĩa, nên cần một quân lại rất gấp, anh cho rằng nên chọn ai?” ông đáp: “Chẳng ở đâu xa!” Dụ cười nói: “Anh có thể chịu khuất, việc của ta xong rồi.” Lập tức cho Mục Chi thự chức.
Sau khi Lưu Dụ chiếm được kinh thành, với những việc lớn đều nhanh chóng đưa ra quyết định, là nhờ ý kiến của Mục Chi. Vì thế Lưu Dụ xem Mục Chi là thủ hạ tâm phúc, việc gì cũng hỏi; Mục Chi cũng dốc cạn tâm lực, không nề gian khó. Bấy giờ kỷ cương nhà Tấn lỏng lẻo, hào tộc cậy thế khi người, bình dân khốn cùng làm sằng; lại thêm Tư Mã Nguyên Hiển, Hoàn Huyền nối nhau làm cho pháp lệnh hỗn loạn. Mục Chi tùy nghi sửa đổi, sau một thời gian ngắn, tình hình chánh trị - xã hội đã được cải thiện. Được thăng làm Thượng thư Từ bộ lang, trở lại làm Phủ chủ bộ, Ký thất lục sự tham quân, lĩnh Đường Ấp thái thú. Nhờ công bình định Hoàn Huyền, được phong Tây Hoa huyện ngũ đẳng tử.

## Khuyên chủ nắm quyền
Năm Nghĩa Hi thứ 3 (407), Dương Châu thứ sử Vương Mật mất, Lưu Dụ nhân đó vào triều phụ chánh, bọn Lưu Nghị không muốn, kiến nghị lấy Trung lĩnh quân Tạ Hỗn nắm Dương Châu; hoặc Lưu Dụ cứ ở Đan Đồ nắm châu, giao sự vụ cho Thượng thư bộc xạ Mạnh Sưởng. Bọn họ sai Thượng thư hữu thừa Bì Trầm đem 2 kiến nghị trên thông báo cho Lưu Dụ; Trầm đến gặp Mục Chi trước, ông vờ ra nhà xí, lập tức mật báo Lưu Dụ: “Bì Trầm sắp đến, lời của ông ta không thể nghe theo.” Lưu Dụ gặp Bì Trầm xong, lệnh ông ta ra ngoài, gọi Mục Chi vào hỏi tại sao, ông nhận định:
1. Dương Châu là cội rễ của quyền lực, không thể nhường cho người khác. Khi xưa Lưu Dụ chấp nhận Vương Mật chỉ là kế quyền nghi.
2. Lưu Nghị, Mạnh Sưởng tuy đã từng đề cử Lưu Dụ làm thủ lĩnh khởi nghĩa, nhưng cũng là kế quyền nghi của họ, không thể tin cậy.
3. Lưu Dụ ngày nay công cao át chủ, dẫu muốn khiêm nhường làm tướng giữ phiên trấn cũng không thể được nữa!

Từ đó Mục Chi kiến nghị Lưu Dụ đánh tiếng về triều nhằm nghị luận cho tận lý, nhân đó nắm lấy chức Dương Châu thứ sử, khiến chẳng ai dám qua mặt ông ta nữa!

## Bày kế sau màn
Mục Chi tòng chinh Nam Yên, trở về trấn áp khởi nghĩa Lư Tuần, thường ngồi sau màn bày sách lược, quyết định mọi việc. Bọn Lưu Nghị ghét Mục Chi thân cận với Lưu Dụ, gặp dịp thì nói kháy ông có quyền lớn, nhưng Dụ lại càng tín nhiệm Mục Chi hơn. Mục Chi ở ngoài nghe thấy gì, không kể lớn nhỏ đều thuật lại với Lưu Dụ, dẫu là lời đùa cợt chốn quê mùa hay chuyện vặt vãnh nơi phố thị cũng không bỏ qua; thành ra Dụ thông tỏ mọi suy nghĩ của dân gian. Mục Chi tính ưa thích khách khứa, trong nhà luôn đầy người; còn bố trí tai mắt nghe ngóng, nhờ đó mọi việc làm của quan dân, ông không gì là không biết. Mục Chi đối với lỗi lầm của thân nhân bạn bè, đều không bỏ qua, nên bị chê trách, ông nói: “Chúa công sáng suốt, về sau sẽ tự hiểu ra. Ta chịu ơn ngài, về nghĩa không thể giấu diếm, đây là Trương Liêu tố cáo Quan Vũ muốn bỏ đi vậy!”
Mọi hành vi cử chỉ của Lưu Dụ, Mục Chi đều uốn nắn; chữ của Dụ xấu, ông nói: “Đây là việc nhỏ, nhưng văn thư gởi đi khắp nơi, xin ngài lưu ý một chút.” Bấy giờ Lưu Dụ đã ngoài 40 tuổi, không thể cải thiện, Mục Chi bèn nói: “Cứ phóng bút viết lớn ra, càng lớn thì càng tốt, không sao cả! Chữ lớn che được khiếm khuyết, còn được cho là có tính rộng rãi!” Lưu Dụ nghe theo, một tờ giấy viết không quá 6, 7 chữ. Mục Chi hễ tiến cử ai thì không được không thôi, thường nói: “Ta dẫu không bằng Tuân lệnh công (tức Tuân Úc) cất nhắc người giỏi, nhưng có thể không cất nhắc người không giỏi.”
Mục Chi cùng Chu Linh Thạch thường xử lý văn thư ở chỗ Lưu Dụ. Từ sớm đến trưa, Mục Chi viết được 100 công hàm, Linh Thạch viết được 80 công hàm, nhưng Mục Chi vừa viết vừa đối đáp không nghỉ.
Mục Chi được chuyển làm Trung quân Thái úy tư mã. Năm thứ 8 (412), được gia chức Đan Dương doãn.

## Bảo vệ hậu phương
Lưu Dụ trấn áp Kinh Châu thứ sử Lưu Nghị, bề ngoài lấy Gia Cát Trường Dân làm Giám lưu phủ, tổng nhiếp hậu sự, nhưng đánh tiếng e ngại ông ta không thể một mình đảm nhiệm, để Mục Chi ở lại giúp đỡ; bên trong Dụ cho Mục Chi gia hiệu Kiến uy tướng quân, được phép cắt đặt tá lại, tăng cường binh lực. Trường Dân thấy Lưu Nghị bị trấn áp thì lo sợ, có ý muốn chống lại Lưu Dụ, nhưng còn do dự không quyết, tìm dịp hỏi Mục Chi rằng: “Mọi người nói rằng Thái úy và tôi bất hòa, sao lại như vậy?” ông đáp: “Thái úy đi xa chinh phạt, đem mẹ già con thơ gởi cho ngài, nếu có chút gì không bằng lòng, sao lại làm thế?” Trường Dân mới tạm an tâm. Sau khi Lưu Dụ ban sư, bèn giết chết Trường Dân.
Năm thứ 10 (414), được tiến làm Tiền tướng quân, cấp cho phủ Tiền quân hằng năm vạn xúc vải, 300 vạn tiền.
Năm thứ 11 (415), Lưu Dụ trấn áp Kinh Châu thứ sử Tư Mã Hưu Chi, lấy em trai Trung quân tướng quân Lưu Đạo Liên làm Tri lưu nhiệm, nhưng mọi việc lớn nhỏ đều do Mục Chi giải quyết. Được thăng Thượng thư hữu bộc xạ, Lĩnh tuyển, Tướng quân, Doãn như cũ.
Năm thứ 12 (416), Lưu Dụ bắc phạt Hậu Tần, để con trưởng là Lưu Nghĩa Phù ở lại làm Trung quân tướng quân, Giám thái úy lưu phủ; chuyển Mục Chi làm Tả bộc xạ, Lĩnh Giám quân, Trung quân 2 phủ quân tư, Tướng quân, Doãn, Lĩnh tuyển như cũ. Mục Chi được đem 500 giáp sĩ vào Điện, vào ở trong Đông thành . Lực lượng của phủ Tiền quân lên đến 2 vạn người.
Mục Chi bên trong tổng lý sự vụ triều chánh, bên ngoài cung ứng lương hướng quân đội, mà vẫn quyết đoán trôi chảy, không có chỗ nào ách tắc. Bấy giờ nhà Mục Chi đầy thềm chật phòng là người: khách khứa thưa gởi, bộ hạ bẩm báo; ông mắt nhìn, tay viết, tai nghe, miệng nói, không việc gì không can thiệp, đều xử lý ổn thỏa. Trong lúc ấy có bạn bè đến thăm viếng, Mục Chi dẫu cả ngày bận rộn, vẫn cười đùa vui vẻ, chẳng tỏ ra mệt mỏi. Có lúc rảnh rỗi, Mục Chi luyện tập thư pháp, tìm đọc kinh sử, hiệu đính thư tịch.
Năm thứ 13 (417), Mục Chi phát bệnh nặng. Ngày Tân mùi tháng 11 ÂL, mất, hưởng thọ 58 tuổi.

## Hậu sự
Lưu Dụ đã chiếm được Trường An, nghe tin thì kinh sợ, thương xót mất vài ngày; Dụ vốn muốn thừa thắng tiếp tục bắc phạt, đến nay e ngại không còn ai giữ gìn hậu phương, nên vội vã quay về Bành Thành. Ban đầu triều đình truy tặng Mục Chi làm Tán kỵ thường thị, Vệ tướng quân, Khai phủ nghi đồng tam tư. Sau khi trở về, Lưu Dụ dâng biểu xưng tụng công tích, lại tặng Thị trung, Tư đồ, phong Nam Xương huyện hầu, thực ấp 1500 hộ.
Lưu Dụ lên ngôi, là Lưu Tống Vũ đế, truy niệm công thần tá mệnh, cho Mục Chi tiến tước Nam Khang quận công, thực ấp 3000 hộ; đặt thụy là Văn Tuyên. Vũ đế mỗi khi nhớ đến Mục Chi, lại nói: “Mục Chi nếu không mất đi, có thể giúp ta trị lý thiên hạ. Có thể nói là ‘người hiền mất đi, nước nhà nguy ngập’.” Sau đó lại nói: “Mục Chi mất đi, mọi người xem thường ta.”
Năm Nguyên Gia thứ 9 (432) thời Văn đế, Mục Chi được thờ trong miếu của Vũ đế. Tháng 4 ÂL năm thứ 25 (448), Văn đế đi qua Giang Ninh, ban chiếu cúng tế mộ của Mục Chi.

## Tính cách
Mục Chi thiếu thời tuy nhà nghèo nhưng lại có tính phóng túng, vì ham rượu chè mà đánh mất thể diện. Mục Chi quen thói đến nhà anh chị xin ăn, nhiều lần chịu nhục, không lấy làm xấu hổ. Vợ Mục Chi là con gái Giang Tự, rất có hiểu biết, cấm chồng không được đến nhà họ Giang. Gặp lúc nhà họ Giang có tiệc, Mục Chi không nghe lời vợ, cứ đến ăn uống, sau khi trở về còn xin cau. Anh em họ Giang đùa rằng: “cau tốt cho tiêu hóa, anh hay chịu đói, lấy về làm gì?” Vợ Mục Chi phải cắt tóc đổi lấy thức ăn ngon, để anh em mình thết đãi chồng; từ ấy không giúp Mục Chi chải tóc, gội đầu nữa. Đến khi Mục Chi làm Đan Dương doãn, sắp triệu anh em bên vợ, vợ khóc mà dập đầu cảm ơn. Mục Chi nói: “Tôi vốn không oán giận, đừng nghĩ ngợi làm gì!” Đến khi anh em họ Giang no say, Mục Chi lệnh cho người đem chậu vàng đựng một hộc cau tặng cho họ.
Mục Chi tính xa xỉ, ăn uống thịnh soạn, bữa sáng cũng là cỗ dành cho 10 người; lại thích khách khứa, không quen dùng bữa một mình; lúc nào cũng có 10 người trở xuống ăn nhờ ở đậu, xem vậy là thường. Mục Chi thừa nhận với Lưu Dụ rằng mình xuất thân bần tiện, đến nay giàu sang thì không khỏi hoang phí, nhưng cũng khẳng định đây là tật xấu duy nhất của mình, tuyệt đối không khiến Dụ thất vọng.

## Hậu nhân

### Con trai/gái
- Lưu Lự Chi, được kế tự, làm đến Viên ngoại tán kỵ thường thị.
- Lưu Thức Chi, tự Duyên Thúc, làm đến Tả vệ tướng quân, Ngô Quận thái thú.
- Lưu Trinh Chi, làm đến Ninh sóc tướng quân, Giang Hạ nội sử.
- Con gái (không rõ tên), gả cho Thái Hữu.

### Cháu nội/ngoại
- Lưu Ung, con Lưu Lự Chi, được kế tự.
- Lưu Ỷ, con Lưu Thức Chi, làm đến Hoàng môn thị lang.
- Lưu Diễn, con Lưu Thức Chi, làm đến Dự Chương nội sử, giúp Lưu Tử Huân, thất bại bị giết.
- Lưu Vũ, tự Mậu Lâm, con Lưu Thức Chi, làm đến Phụ quốc tướng quân, Ích Châu thứ sử.
- Lưu Bầu, con Lưu Trinh Chi, làm đến Thủy Hưng tướng.
- Thái Tôn, con Thái Hữu, làm đến Thủy An thái thú.